# بيغي باين
بيغي باين (بالإنجليزية: Peggy Payne)‏ هي كاتِبة أمريكية، ولدت في 1949 في ويلمينغتون في الولايات المتحدة.